# Junarmija

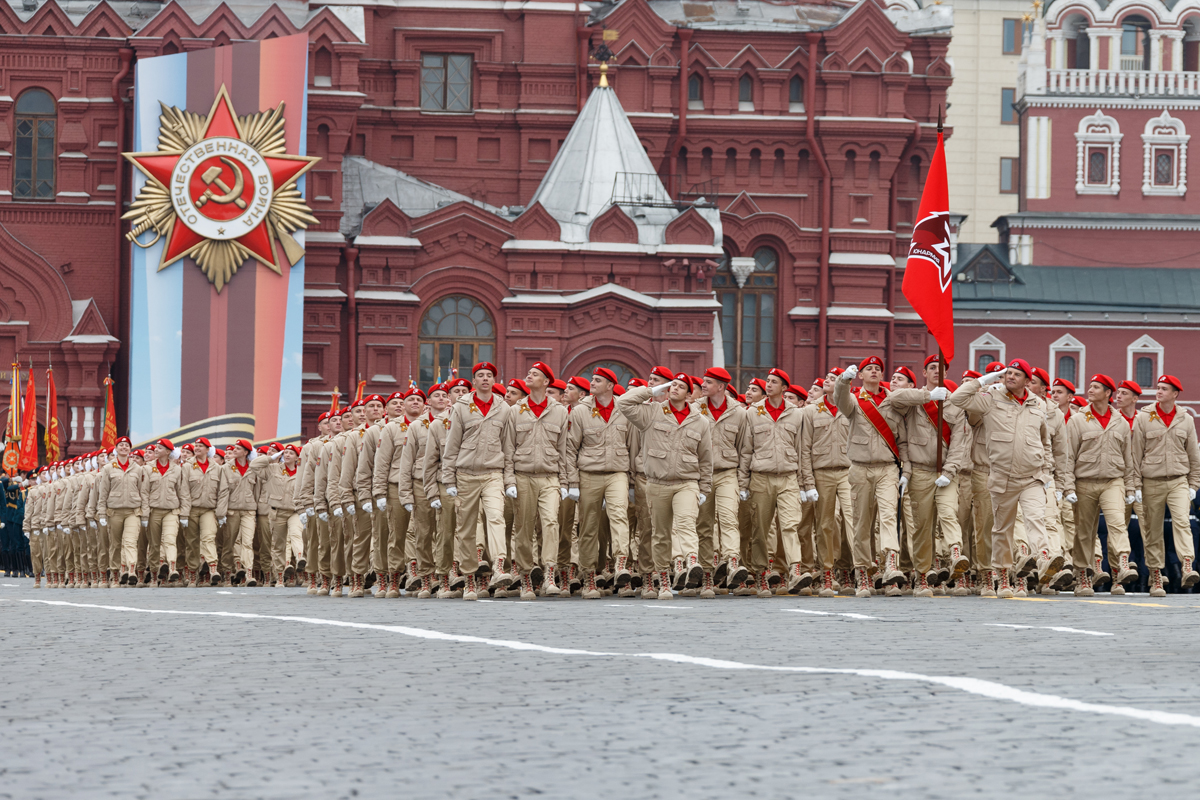
Formation der Junarmija bei der Parade zum Tag des Sieges am 9. Mai 2019 auf dem Roten Platz

Junarmija (Юнармия, deutsch Jugendarmee) ist die Kinder- und Jugend-Militär-Erziehungsorganisation Russlands. Am 29. Juli 2016 durch einen Präsidentenerlass gegründet, gehören ihr nach eigenen Angaben im Jahr 2023 rund eineinviertel Millionen Kinder und Jugendliche im Alter von 8 bis 18 Jahren an.
Der volle Titel lautet „Nationale militär-patriotische soziale Bewegungs-Organisation ‚Junarmija‘“ (Всероссийское военно-патриотическое общественное движение «Юнармия»). Sie untersteht dem Verteidigungsministerium der Russischen Föderation.

## Geschichte

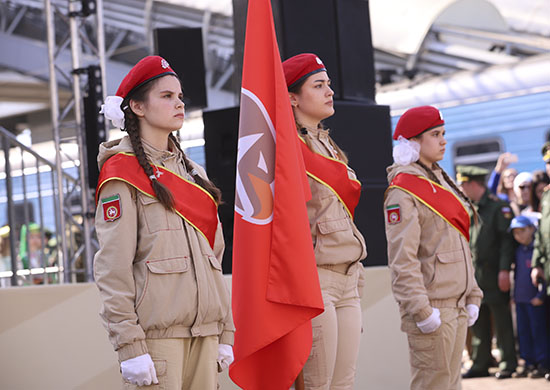
Mädchengruppe der Junarmija

### Vorgeschichte
Die Freiwillige Gesellschaft für die Unterstützung der Armee, Luftfahrt und Flotte (DOSAAF) war eine sowjetische paramilitärische Massenorganisation, welche bis 1991 bestand. Im Jahr 1992 wurde die Organisation in ROSTO umbenannt, im Jahr 2009 wurde diese vorübergehend private Organisation wieder verstaatlicht und erhielt ihren alten Namen zurück.
In den gesamten 2000er Jahren waren in Russland mehr als 6000 Gruppen und militärisch-patriotische Bewegungen entstanden. Der Höhepunkt dieser Bewegung wurde nach der völkerrechtswidrigen Annexion der Krim beobachtet.

### Gründung
Präsident Wladimir Putin gründete per Dekret im Mai 2016 eine neue Jugendorganisation. Laut der Tageszeitung Rheinische Post soll dies bereits am 29. Oktober 2015, dem Gründungstag des Komsomol, geschehen sein. Durch die Gründung sollten die bisherigen zersplitterten Gruppen in einer einzigen staatlich organisierten Gruppe vereint werden. Die „Junarmija“ entstand auf Initiative von Verteidigungsminister Sergei Schoigu und arbeitet in vollem Umfang seit dem 1. September 2016, wobei die ersten Kinder schon im Mai 2016 aufgenommen wurden. Erklärtes Ziel der „Junarmija“ ist es, Kinder und Jugendliche für die Streitkräfte Russlands zu begeistern bzw. „junge Menschen dazu zu bringen, Russland mit der Waffe in der Hand zu verteidigen“. Die „Junarmija“ ist Teil eines Staatsprogramms zur „patriotischen Erziehung“ von Jugendlichen. Zwischen 2016 und 2020 will die russische Regierung 1,6 Milliarden Rubel dafür aufwenden.
Die Angaben zur Stärke der Junarmija lagen im Jahr 2017 zwischen 140.000 und 200.000 in der gesamten Russischen Föderation. Im Jahr 2020 gehörten ihr nach eigenen Angaben rund 600.000 Kinder und Jugendliche im Alter von 8 bis 18 Jahren an.

## Aufbau und Aktivitäten

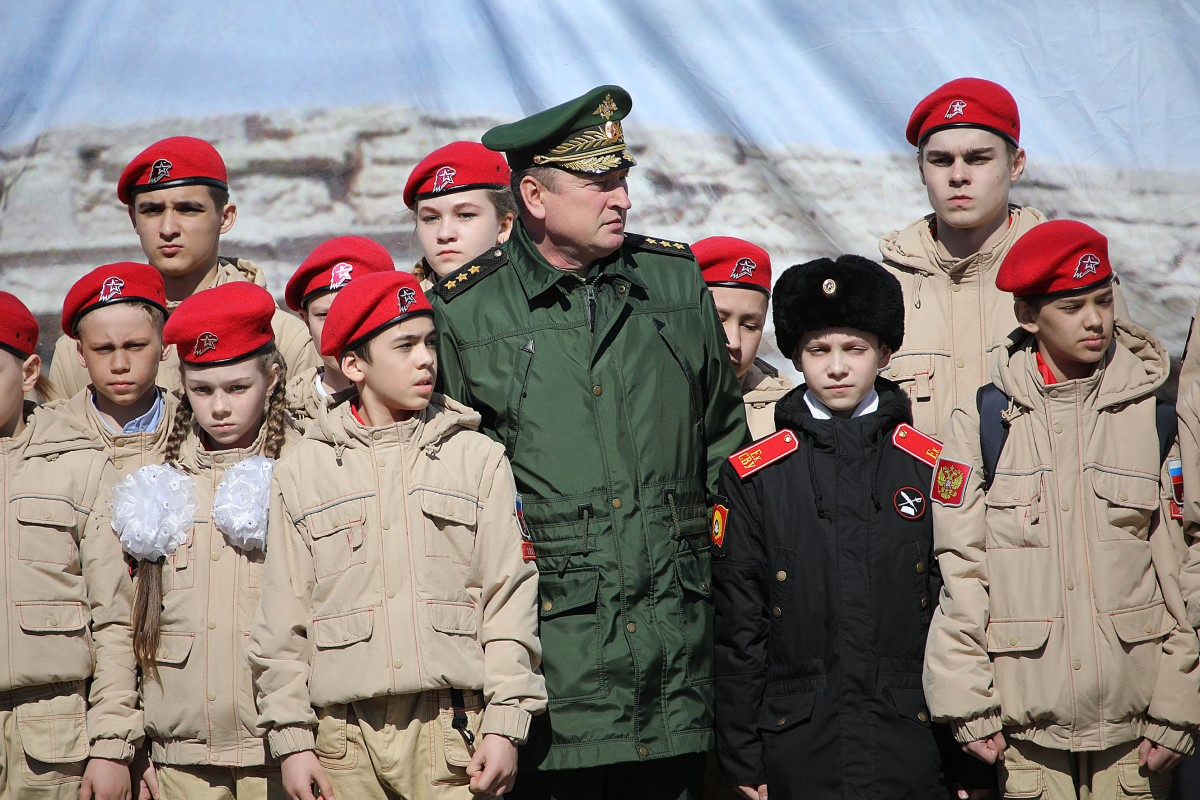
Fototermin mit General im Frühjahr 2019 bei einer Wanderausstellung zum Syrienkrieg in Jekaterinburg.

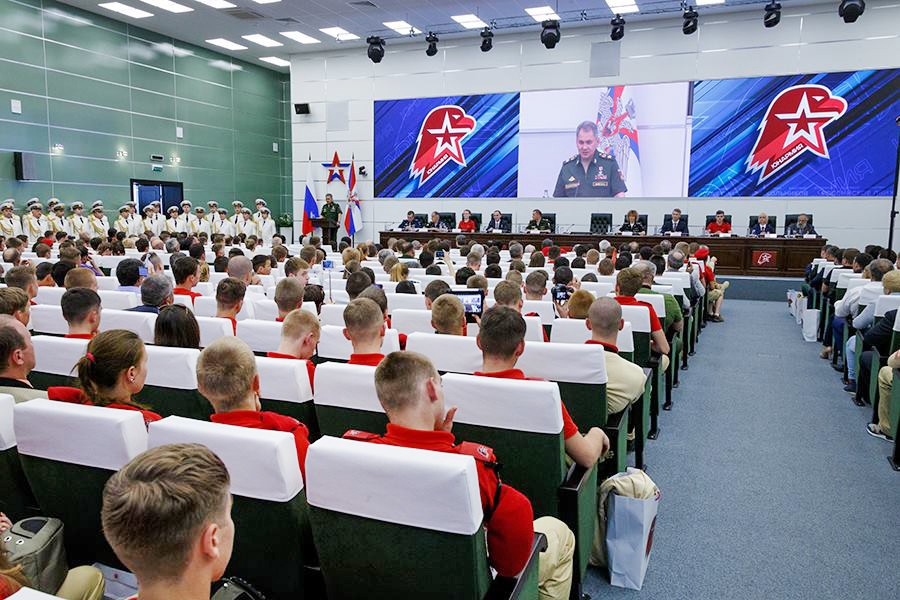
Sergei Schoigu auf dem ersten Junarmija-Kongress im Park Patriot (2016)

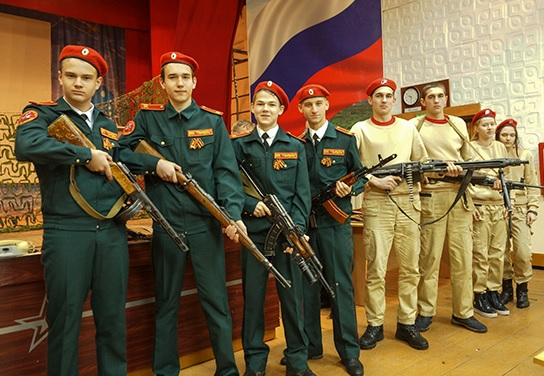
Mitglieder von Junarmija mit Waffen

Die Gruppen unterstehen dem Verteidigungsministerium der Russischen Föderation und werden teilweise an Schulen gebildet. Nach Angaben des Verteidigungsministeriums schlossen sich über 2500 Schüler in Sewastopol auf der besetzten Halbinsel Krim der Junarmija an.
Die Organisation ist in die Infrastruktur der DOSAAF und des Zentralen Sportklubs der Armee eingebunden und an den Stationierungsorten russischer Streitkräfte präsent. Verteidigungsminister Schoigu sagte, dass die „Junarmija“-Mitglieder lernen würden, alle Arten von Waffen zu benutzen mit Ausnahme von Raketen.
Zum festen Programm von Junarmija gehören Aufenthalte in Jugendlagern.
Im Jahr 2017 wurde ein Abkommen über die Zusammenarbeit zwischen Rostec und der militärisch-patriotischen Bewegung Junarmija unterzeichnet. Sie beinhaltet einen regelmäßigen Erfahrungsaustausch und die Durchführung gemeinsamer Veranstaltungen.
Die Aktivitäten der Jugendarmee können als „militärische Früherziehung“ beschrieben werden: Die Kinder und Jugendlichen werden an Waffensysteme der russischen Streitkräfte herangeführt, pflegen Kriegerdenkmale, bewachen Plätze mit der „Ewigen Flamme“ und nehmen an Kultur- und Sportveranstaltungen teil. Ein regionaler Ableger der Junarmija feierte den Milizenführer Arsen Sergejewitsch Pawlow (Kampfname „Motorola“), der im russischen Krieg in der Ukraine gekämpft hatte, als Helden.
Mit dem russischen Überfall auf die Ukraine begann die Junarmija in Zusammenarbeit mit der Regierungspartei Einiges Russland eine Kampagne, in deren Rahmen Jugendarmee-Mitglieder Briefe an die im Krieg eingesetzten Soldaten zu schreiben begannen, Videogrüße sendeten oder verwundete Soldaten in Krankenhäusern besuchten. Auch zur Verbreitung von Propaganda, etwa zur Nachbildung des russischen Militär- und Propagandazeichens Z und zur Großkundgebung am 18. März 2022 in Moskau (dem Jahrestag der Krim-Annexion), wurde die Junarmija herangezogen.

## Mitgliederentwicklung
Anzahl der Mitglieder der Junarmija:
- August 2016: 12.000[3]
- April 2017: 140.000[5]
- Februar 2018: 200.000[8]
- April 2019: 355.000[9]
- März 2020: 600.000[4]
- März 2022: 1.000.000[2]

## Kritik und Kontroversen
Der Spiegel schreibt über die Jugendarmee, sie „dient zum einen der Kontrolle der nationalen Bewegung, zum anderen aber auch der Staatspropaganda.“ Die Militarisierung der russischen Gesellschaft wird von verschiedenen zivilgesellschaftlichen Gruppen kritisiert. „Das ist ein Verbrechen an den Rechten der Kinder“, sagte Valentina Melnikowa vom Komitee der Soldatenmütter. Die Jugendarmee wird auch als Ausdruck des neuen russischen Hurra-Patriotismus und eines damit einhergehenden geschichtlichen Revisionismus gewertet.
Der Spiegel berichtete außerdem, dass sich Minderjährige der Rekrutierung der Junarmija teilweise schwer entziehen können, da ganze Klassen auf einmal der Junarmija beitreten und so ein Gruppenzwang geschaffen werde.
Obwohl das offizielle Mindestalter bei acht Jahren liegt zeigten russische TV-Sender auch Berichte, in der Kindergartenkinder Mitglieder der russischen Jugendarmee sind.
Nach der Besetzung und völkerrechtswidrigen Annektierung ukrainischer Gebiete wurden zur Russifizierung auch dort Junarmija-Verbände aufgebaut. Pro forma als Angebot - faktisch können ukrainische Kinder aus den besetzten Gebieten sich einem Aufenthalt kaum verweigern. Die Russifizierung gilt als Ethnozid, da versucht wird, den jungen Menschen ihre ukrainische Identität zu nehmen. Junarmija nennt in einem internen Dokument vom November 2024 die Zahl von 16.579 Jugendlichen, die in den besetzten Regionen Donezk, Luhansk, Saporischschja und Cherson als Mitglieder der Organisation eingeschrieben seien.

## Sanktionen
Wegen ihrer Unterstützung für den Krieg gegen die Ukraine und wegen ihrer Verbreitung von Propaganda ist Junarmija von der EU und einzelnen Staaten mit Sanktionen belegt worden.

## Reportage
- Putins junge Armee »Junarmija«: Nachwuchs für den Krieg auf Spiegel Online (5:10 min)
- Geheim in Russland: Wo Kinder töten lernen in der ZDFmediathek (19:04 min)